# Paramixogaster vespiformis
Paramixogaster vespiformis är en tvåvingeart som beskrevs av Meijere 1908. Paramixogaster vespiformis ingår i släktet Paramixogaster och familjen blomflugor. Inga underarter finns listade i Catalogue of Life.